# Liste der Kulturdenkmale in Schlanstedt
In der Liste der Kulturdenkmale in Schlanstedt sind alle Kulturdenkmale von Schlanstedt, einem Ortsteil der Gemeinde Huy (Landkreis Harz), aufgelistet. Grundlage ist das Denkmalverzeichnis des Landes Sachsen-Anhalt, das auf Basis des Denkmalschutzgesetzes des Landes Sachsen-Anhalt vom 21. Oktober 1991 durch das Landesamt für Denkmalpflege und Archäologie Sachsen-Anhalt erstellt und seither laufend ergänzt wurde (Stand: 31. Dezember 2021).

## Kulturdenkmale
| Lage | Bezeichnung        | Beschreibung                                                     | Erfassungs- nummer | Ausweisungsart | Bild               |
| --- | ------------------ | ---------------------------------------------------------------- | ------------------ | -------------- | ------------------ |
| Schießwinkel (Karte)                                                                                    | Friedhof           |                                                                  | 094 00010          | Denkmalbereich | BW                 |
| Pfarrplan 1 (Karte)                                                                                     | Kirche St. Martini |                                                                  | 094 00033          | Baudenkmal     | Kirche St. Martini |
| Aderstedter Straße 3 (Karte)                                                                            | Wohnhaus           |                                                                  | 094 00012          | Baudenkmal     | BW                 |
| Bergstraße 8 (Karte)                                                                                    | Tagelöhnerhaus     |                                                                  | 094 00004          | Baudenkmal     | BW                 |
| Breite Straße 28 (Karte)                                                                                | Bauernhaus         |                                                                  | 094 00013          | Baudenkmal     | BW                 |
| Breite Straße 39 (Karte)                                                                                | Bauernhaus         |                                                                  | 094 00014          | Baudenkmal     | BW                 |
| Breite Straße 43, 44, 57, 58, 59, 60, 61, Rosenwinkel 1, 2 (Karte)                                      | Platz              |                                                                  | 094 00020          | Denkmalbereich | Platz              |
| Breite Straße 59 (Karte)                                                                                | Bauernhaus         |                                                                  | 094 00018          | Baudenkmal     | Bauernhaus         |
| Breite Straße 60 (Karte)                                                                                | Bauernhaus         |                                                                  | 094 00017          | Baudenkmal     | BW                 |
| Breite Straße 61 (Karte)                                                                                | Bauernhaus         |                                                                  | 094 00016          | Baudenkmal     | BW                 |
| Breite Straße 63 (Karte)                                                                                | Bauernhaus         |                                                                  | 094 00015          | Baudenkmal     | BW                 |
| Burg 1 (Karte)                                                                                          | Hirtenhaus         | An der Einfahrt zur Burg Schlanstedt vom Zellerfeld.             | 094 00043          | Baudenkmal     | BW                 |
| Burg 1 (Karte)                                                                                          | Torhaus            | Torhaus der Burg Schlanstedt.                                    | 094 00044          | Baudenkmal     | BW                 |
| Burg 1, Burganlage (Karte)                                                                              | Burg Schlanstedt   |                                                                  | 094 00032          | Baudenkmal     | Weitere Bilder     |
| Kreuzberg 16 (Karte)                                                                                    | Bauernhaus         |                                                                  | 094 00008          | Baudenkmal     | BW                 |
| Kreuzberg 17 (Karte)                                                                                    | Bauernhaus         |                                                                  | 094 00009          | Baudenkmal     | BW                 |
| Kuhle 5 (Karte)                                                                                         | Bauernhaus         |                                                                  | 094 00003          | Baudenkmal     | BW                 |
| Neue Straße 2 (Karte)                                                                                   | Villa              |                                                                  | 094 00034          | Baudenkmal     | BW                 |
| Neue Straße 3 (Karte)                                                                                   | Laborgebäude       |                                                                  | 094 00035          | Baudenkmal     | BW                 |
| Neue Straße 3 (Karte)                                                                                   | Silo               |                                                                  | 094 00036          | Baudenkmal     | BW                 |
| Neue Straße 10 (Karte)                                                                                  | Villa              |                                                                  | 094 00037          | Baudenkmal     | BW                 |
| Neue Straße 11 (Karte)                                                                                  | Gutshof            | Saatgutzuchtbetrieb Friedrich Strube, Sitz Schlanstedt           | 094 00001          | Denkmalbereich | BW                 |
| Neue Straße 6, 7, 8, 9 (Karte)                                                                          | Arbeiterkolonie    |                                                                  | 094 00038          | Denkmalbereich | BW                 |
| Otto-Schlauch-Straße                                                                                    | Mühle              | Diese Straße existiert in Schlanstedt nicht.                     | 094 10482          | Baudenkmal     |                    |
| Rosenwinkel 2 (Karte)                                                                                   | Bauernhaus         |                                                                  | 094 00019          | Baudenkmal     | Bauernhaus         |
| Rosenwinkel 3 (Karte)                                                                                   | Wohnhaus           |                                                                  | 094 00031          | Baudenkmal     | Wohnhaus           |
| Rosenwinkel 4 (Karte)                                                                                   | Bauernhaus         |                                                                  | 094 00030          | Baudenkmal     | Bauernhaus         |
| Rosenwinkel 5 (Karte)                                                                                   | Bauernhaus         |                                                                  | 094 00029          | Baudenkmal     | Bauernhaus         |
| Rosenwinkel 6 (Karte)                                                                                   | Bauernhaus         |                                                                  | 094 00028          | Baudenkmal     | Bauernhaus         |
| Schießwinkel 3 (Karte)                                                                                  | Wohnhaus           |                                                                  | 094 00011          | Baudenkmal     | BW                 |
| Schmiedestraße 4 (alt: Straße der Freundschaft 4) (Karte)                                               | Bauernhaus         | Gebäude existiert vermutlich nicht (mehr).                       | 094 00007          | Baudenkmal     | BW                 |
| Schmiedestraße 5 (alt: Straße der Freundschaft 5) (Karte)                                               | Pfarrhof           |                                                                  | 094 00005          | Baudenkmal     | BW                 |
| Thie 5 (Karte)                                                                                          | Villa              | Villa südlich der Burganlage in Nachbarschaft der Gesindehäuser. | 094 00021          | Baudenkmal     | BW                 |
| Thie 1, 2, 3, 4 südlich der Burg in historischer Ortslage östlich der Villa des Domänenpächters (Karte) | Gesindehaus        | sog. Kasematte                                                   | 094 00045          | Baudenkmal     | BW                 |
| Voigtei 48                                                                                              | Schloss            | Adresse ist falsch, sie befindet sich in Halberstadt.            | 094 02812          | Baudenkmal     |                    |

- siehe auch Liste der Kulturdenkmale in Huy

## Legende
In den Spalten befinden sich folgende Informationen:
- Lage: Nennt den Straßennamen und wenn vorhanden die Hausnummer des Kulturdenkmals. Die Grundsortierung der Liste erfolgt nach dieser Adresse. Der Link „Karte“ führt zu verschiedenen Kartendarstellungen und nennt die geographischen Koordinaten.
Link zu einem Kartenansichtstool, um Koordinaten zu setzen. In der Kartenansicht sind Baudenkmale ohne Koordinaten mit einem roten bzw. orangen Marker dargestellt und können in der Karte gesetzt werden. Baudenkmale ohne Bild sind mit einem blauen bzw. roten Marker gekennzeichnet, Baudenkmale mit Bild mit einem grünen bzw. orangen Marker.
- Offizielle Bezeichnung: Nennt den Namen, die Bezeichnung oder zumindest die Art des Kulturdenkmals und verlinkt, soweit vorhanden, auf den Artikel zum Objekt.
- Beschreibung: Nennt bauliche und geschichtliche Einzelheiten des Kulturdenkmals, vorzugsweise die Denkmaleigenschaften.
- Erfassungsnummer: Für jedes Kulturdenkmal wird in Sachsen-Anhalt eine 20stellige Erfassungsnummer vergeben. Die letzten zwölf Ziffern werden für die Untergliederung nach Teilobjekten genutzt und werden nur angegeben, soweit vergeben. In dieser Spalte kann sich folgendes Icon  befinden, dies führt zu Angaben zu diesem Baudenkmal bei Wikidata.
- Ausweisungsart: Die Einordnung des Denkmales nach § 2 Abs. 2 DenkmSchG LSA
- Bild: Ein Bild des Denkmales, und gegebenenfalls einen Link zu weiteren Fotos des Kulturdenkmals im Medienarchiv Wikimedia Commons. Wenn man auf das Kamerasymbol klickt, können Fotos zu Kulturdenkmalen aus dieser Liste hochgeladen werden: